# Partito Sardo d'Azione
Het logo van deze partij vindt u hier →Logo
De Partito Sardo d'Azione (Sardisch: Si Partitu Sardu; Nederlands: Sardijnse Actiepartij), is een Italiaanse politieke partij die actief is op het eiland Sardinië. De partij werd in 1920 opgericht door Emilio Lussu en andere veteranen van Sassari-brigade. Lussu was in de jaren 20 een vooraanstaand antifascistisch politicus die de Partito Sardo d'Azione in de linkse richting stuurde. Lussu wilde autonomie voor Sardinië binnen Italië. Na de machtsovername van Mussolini werd de partij verboden, maar bleef in het geheim actief. In 1926 werd berecht en veroordeeld tot vijf jaar gevangenisstraf op het eiland Lipari bij Sicilië.
Aan het einde van de Tweede Wereldoorlog kon de partij weer legaal opereren.
Lussu werd naast voorzitter van de Partito Sardo d'Azione ook secretaris van de Partito d'Azione (Actiepartij) in Zuid-Italië. Toen meer dan twee derde van de leden van de Partito Sardo d'Azione zich uitsprak voor afscheiding van het eiland Sardinië van de rest van Italië, scheidde Lussu zich van de partij af en richtte de Partito Socialista Sardo d'Azione (Sardijnse Socialistische Actiepartij) die kort daarna opging in de Partito Socialista Italiano (Socialistische Partij van Italië).
Tot aan het eind van de jaren 60 vormde de PSd'Az allianties met Democrazia Cristiana (Christendemocraten) en was vertegenwoordigd in de regionale raad van Sardinië. In de jaren 70 werden er allianties aangegaan met de Communistische Partij van Italië. In de jaren 80 behaalde de partij electorale successen en maakte deel uit van allianties met gematigd links (PSDI en PRI. In 1989 verkreeg de PSd'Az slechts 10% van de stemmen, sindsdien is er een electoraal verval merkbaar en thans is de PSd'Az slechts een kleine politieke partij op Sardinië. In 1996 sloot de PSd'Az zich losjes aan bij L'Ulivo van Prodi en werd tijdens de landelijke parlementsverkiezingen Franco Meloni in de Senaat gekozen. In juli 2000 werd Lorenzo Palermo tot voorzitter van de PSd'Az gekozen en Giacomo Sanna tot secretaris.
Bij de regionale verkiezingen van 2005 verkreeg de PSd'Az als onderdeel van een centrumlinkse alliantie 5% van de stemmen. Vooral in de provincies Nuoro en Oristano deed de PSd'Az het goed.
Voor de landelijke parlementsverkiezingen van 2006 heeft de PSd'Az twee kandidaten op de lijst van Patto per le autonomie (Lega Nord en Movimento per l'Autonomia) geplaatst.

## Trivia
- Het logo van het wapen is gelijk aan het wapen van Sardinië